# Bledi egyezmény
A bledi egyezményben a kisantant elismerte Magyarország fegyverkezési egyenjogúságát, Magyarország pedig lemondott a trianoni békeszerződésben elveszített területek erőszakos visszafoglalásáról. Aláírására 1938. augusztus 29-én került sor.

## Előzmények
A kisantantállamok még 1937 elején javasolták, hogy Magyarország mondjon le a területi revizionizmusról, és ebben az esetben hajlandóak elismerni az ország katonai egyenjogúságát. A javaslat annak a felismerésnek a hallgatólagos beismerését jelentette, hogy az utódállamok (Románia, Csehszlovákia, Jugoszlávia) nem tudják megakadályozni Magyarország fegyverkezését, ezért legalább valamilyen – bármily kétes értékű – biztosítékot szerettek volna elérni.
Az egyezmény legerősebb támogatója meglepő módon Edvard Beneš volt, akinek égetően fontos volt a Magyarországgal való viszony normalizálása, hiszen Románia és Jugoszlávia egyre inkább német befolyás alá kerültek, és a szudétanémetek ügyében egyre nagyobb német nyomás helyeződött Csehszlovákiára. Beneš legalább déli határait biztonságban szerette volna tudni, hogy teljesen a németekre koncentrálhasson külpolitikai téren.

## Az egyezmény tartalma
Bledben (ma Szlovénia) Magyarország az erőszakos revízióról való lemondásáért cserébe eltekintettek a trianoni békeszerződés katonai korlátainak betartásától; annál inkább tehették ezt, mert ekkor már hónapok óta gőzerővel folyt Magyarország újrafelfegyverzése, amelyet az 1938. március 5-én bejelentett győri program indított útjára.